# Wierlauke
Koordinaten: 51° 38′ 24″ N, 8° 1′ 31″ O
Das Naturschutzgebiet Wierlauke liegt auf dem Gebiet der Gemeinde Lippetal im Kreis Soest in Nordrhein-Westfalen. Das Gebiet erstreckt sich südlich des Kernortes Lippborg. Nördlich verlaufen die Landesstraße L 795 und die B 475 und fließt die Lippe, südlich fließt die Ahse. Östlich, direkt anschließend, erstreckt sich das 195,5 ha große Naturschutzgebiet Ahsewiesen (LP).

## Bedeutung
Für Lippetal ist seit 2006 ein 23,69 ha großes Gebiet unter der Schlüsselnummer SO-070 als Naturschutzgebiet ausgewiesen.